# Kirkland (Washington)
Kirkland es una ciudad ubicada en el condado de King en Washington, Estados Unidos. En el año 2000 tenía una población de 45.054 habitantes y una densidad poblacional de 1.628,8 personas por km².

## Geografía
Kirkland se encuentra ubicada en las coordenadas 47°41′9″N 122°11′30″O / 47.68583, -122.19167.El Juanita Creek lo atraviesa y desemboca an el lago Washington, que es la frontera oeste de Kirkland.

## Demografía
Según la Oficina del Censo en 2000 los ingresos medios por hogar en la localidad eran de $60.332, y los ingresos medios por familia eran $73.395. Los hombres tenían unos ingresos medios de $50.691 frente a los $39.737 para las mujeres. La renta per cápita para la localidad era de $38.903. Alrededor del 5,3% de la población estaban por debajo del umbral de pobreza.